# 長谷川康夫
長谷川 康夫（はせがわ やすお、1953年〈昭和28年〉6月12日 - ）は、日本の劇作家、演出家、脚本家、映画監督。妻は女優の大橋恵里子。

## 経歴
北海道生まれ。銀行の管理職であった父親の転勤で、幼少期は道内各地を転々として育った。北海道札幌南高等学校卒業後、早稲田大学政治経済学部に進むが中退。向島三四郎・知念正文主宰の劇団「暫」に入団し、つかこうへいと出会う。
在学中から劇団つかこうへい事務所に属し、74年「初級革命講座飛龍伝」でデビュー。劇団「暫」に所属のまま、風間杜夫、平田満らと、つかこうへい作品のほとんどに出演。「いつも心に太陽を」、NHKドラマ「かけおち'83」で主演。また、「蒲田行進曲」のヤスのモデルとして知られ、経歴等のキャラクター設定は長谷川のそれから取られている。つかこうへいは、長谷川の役者としての技量を高く評価し、主役候補として期待していたが、少年時代に転校を繰り返した経歴からか人見知りの部分があり、稽古の段階では長谷川が主役だったのが本番では風間や平田に取って代わられることもあったという。
1982年の劇団解散後は、劇作家・演出家として数多くの舞台作品を発表し、テレビドラマ・映画などの脚本家としても活動。
1990年に「バカヤロー!3 へんな奴ら」で映画監督デビュー。脚本作品として「ホワイトアウト」「ソウル」などがある。
2016年、『つかこうへい正伝』で第35回新田次郎文学賞、第21回AICT演劇評論賞、第38回講談社ノンフィクション賞受賞。

## 演劇

### 作・演出
- いちどだけ、純情物語（グループる・ばる）　1986年1月 渋谷ジァン・ジァン
- いちどだけ、純情物語 改訂版（グループる・ばる）　1986年8月 THEATER/TOPS、近鉄小劇場
- 寝盗られ宗介（Cカンパニープロデュース）　1986年10月 THEATER/TOPS、近鉄小劇場 - 演出
- おんなたち疾走れ!（グループる・ばる）　1987年4月 紀伊國屋ホール、近鉄小劇場
- 寝盗られ宗介（Cカンパニープロデュース）　1987年4月 紀伊國屋ホール - 演出
- 少年日記をカバンにつめて（Cカンパニープロデュース）　1988年1月 紀伊國屋ホール、近鉄小劇場、道新ホール
- 夢の続きによろしく 純情物語その2（グループる・ばる）　1988年10月 THEATER/TOPS、近鉄小劇場、札幌サンプラザホール
- とりあえずロマンス（Cカンパニープロデュース）　1989年1月 紀伊國屋ホール、近鉄小劇場、道新ホール
- 明日に夢中〜石丸謙二郎一座御目見得〜（Cカンパニープロデュース）　1989年10月 THEATER/TOPS、近鉄アート館
- さよなら騎士(ナイト)たち〜情けは人のためばかり〜（Cカンパニープロデュース）　1990年4月 カンダパンセホール、愛知文化講堂、近鉄劇場
- 夜明けの花火〜新之介純愛指南〜（Cカンパニープロデュース）　1990年10月 紀伊國屋ホール、近鉄小劇場、道新ホール
- くちずさめば恋歌（Cカンパニープロデュース）　1991年6月 シアターサンモール
- 抱きしめるには近すぎる 〜とりあえずロマンス'93〜（アーリータイムリーズ）　1993年12月 カンダパンセホール
- ゴッド・ブレス・YOU！（東京パブリックシアター）　1997年8月 東京グローブ座
- 悪女について　2001年11月 芸術座 - 脚本
- メーリングドラマ フレンズ Mail@Drama.（東宝芸能）　2001年11月 ル テアトル銀座、2002年12月 PARCO劇場、2004年3月 PARCO劇場
- さよなら騎士(ナイト)たち〜神様はここにいる〜（カミングサーカス）　2002年2月 「劇」小劇場 - 原作・監修
- 港町十三番地　2003年3月 芸術座 - 作
- 黄昏にカウントコール（風間杜夫アーカイブスシアター VOL.1）　2006年7月 紀伊國屋ホール
- ミュージカル 天草四郎-四つの夢の物語-（わらび座）　2009年1月 東京芸術劇場・中ホール - 作
- 天璋院篤姫　2010年2月 明治座 - 脚本
- 優しい6つの夜のために（ワタナベエンターテインメント企画）　2010年10月 表参道GROUND

### 出演
- いつも心に太陽を（劇団つかこうへい事務所）　1979年
- 広島に原爆を落とす日（劇団つかこうへい事務所）　1979年
- 初級革命講座・飛龍伝（平田満劇団第一回公演）　1979年
- 飛龍伝'80（劇団つかこうへい事務所）　1980年
- 蒲田行進曲（劇団つかこうへい事務所）　1980年
- ヒモのはなし（劇団つかこうへい事務所）　1981年
- 寝盗られ宗介（劇団つかこうへい事務所）　1981年
- 新版・いつも心に太陽を（劇団つかこうへい事務所）　1982年

## 映画

### 監督
- バカヤロー!3 へんな奴ら「過ぎた甘えは許さない」　1990年
- 恋は舞い降りた。　1997年
- あの頃、君を追いかけた　2018年

### 脚本
- エンジェル 僕の歌は君の歌　1992年
- 君を忘れない　1995年
- ホワイトアウト　2000年
- ekiden 駅伝　2000年 - 脚本協力
- Quartet カルテット　2001年
- SEOUL ソウル　2002年
- 卒業　2003年
- 深呼吸の必要　2004年
- 亡国のイージス　2005年
- 地下鉄（メトロ）に乗って　2006年 - 脚本協力
- 幸福な食卓　2007年
- ミッドナイト イーグル　2007年
- 山桜　2008年
- 青い鳥　2008年
- 真夏のオリオン　2009年
- 花のあと　2010年
- 小川の辺　2011年
- 聯合艦隊司令長官 山本五十六 太平洋戦争70年目の真実　2011年
- 柘榴坂の仇討　2014年
- 起終点駅 ターミナル　2015年
- 探偵ミタライの事件簿 星籠の海 2016年
- 二度めの夏、二度と会えない君 2017年[5]
- 花戦さ 2017年 - 脚本協力
- 空母いぶき 2019年 - 伊藤和典と共同
- 雪風 YUKIKAZE 2025年公開予定

### 出演
- 人生劇場　1983年
- 上海バンスキング　1984年

## テレビ

### 脚本
- 150歳の思春期!? テレビ東京　1988年
- 嫁姑・ペット戦争! テレビ東京　1988年
- 土曜の朝に… フジテレビ　1990年
- 抱きしめるには近すぎて… フジテレビ　1990年
- 洞爺湖温泉殺人事件 テレビ東京　1991年
- 札束は死と消えて テレビ東京　1992年
- ワリと普通の家族 テレビ朝日　1992年
- 盲目の目撃者 テレビ東京　1992年
- 「死ぬ」という女 テレビ東京　1993年
- ラブストーリーは終らない 読売テレビ　1993年
- 泣きたい夜もある 毎日放送　1993年 
  - 真夜中の目覚まし時計 - 兼演出
  - 訣別－わかれ－ - 演出のみ
  - 鳴らない結婚鐘 - 兼演出
  - 男たちの決算
  - 余白のあとのエピローグ - 兼演出
  - 始発電車が走るまで - 兼演出
  - 出発（たびだち） - 演出のみ
  - 忘れるために - 演出のみ
  - ちいさな決意
  - 1/2にできなくて - 兼演出
  - 君と僕のために - 兼演出
  - 涙憶 - 兼演出
  - 同じ空の下で
  - ご入園のてびき - 兼演出
  - 父の再婚 - 兼演出
  - 鏡の中の終章 - 兼演出
- お姉さんの朝帰り 朝日放送　1994年
- 野々山家の人々RETURN 毎日放送　1995年
- 感動エクスプレス・アンダルシア一生懸命 フジテレビ　1996年 - 構成
- こいまち第6話「伊豆・伊東男知らず39才女の大恋愛…操、守ります!」 関西テレビ　1999年
- ロマンス 読売テレビ　1999年
- 旅行作家・茶屋次郎 テレビ東京
  - 第1作 梓川清流殺人事件　2001年
  - 第2作 長良川殺人事件　2002年
  - 第3作 四万十川殺人事件　2003年
  - 第4作 熊野川殺人事件　2004年
  - 第5作 千曲川殺人事件　2005年
  - 第6作 伊豆狩野川殺人事件　2006年
  - 第7作 天竜川殺人事件　2007年
  - 第8作 渡良瀬川殺人事件　2008年
  - 第9作 笛吹川殺人事件　2011年
  - 第10作 箱根早川殺人事件　2012年 野際陽子のセリフで「被害を被ったわけじゃ…」と。
  - 第11作 日光鬼怒川殺人事件　2013年
  - 第12作 大井川殺人事件　2014年
- 海猿〜うみざる NHK　2002年
- みちのく蕎麦街道殺人事件! テレビ東京　2003年
- 海猿2〜炎の海に挑む・海上保安官物語〜 NHK　2003年
- メッセージ〜伝説のCMディレクター・杉山登志〜 毎日放送　2006年
- なぜ君は絶望と闘えたのか WOWOW　2010年
- 二つの祖国 テレビ東京 2019年

### 出演
- まんさくの花 NHK　1981年
- 北の国から フジテレビ　1981年
- つか版・忠臣蔵 テレビ東京　1982年 - 大高源吾 役
- つかこうへいのかけおち'83 NHK　1983年 - 主演・ヤスオ 役
- もういちど結婚 TBS　1983年
- 若き血に燃ゆる〜福沢諭吉と明治の群像 テレビ東京　1984年
- 木曜ゴールデンドラマ 闇の足音 読売テレビ　1984年

## 著書
- 『エンジェル 僕の歌は君の歌』角川書店 1992年
- 『君を忘れない Fly boys,fly!』角川書店 1995年
- 『ソウル』角川書店 2002年
- 『深呼吸の必要 ノベライズ』幻冬舎文庫 2004年
- 『つかこうへい正伝 1968-1982』新潮社、2015年、新潮文庫、2020年
- 『つかこうへい正伝Ⅱ　1982-1987 知られざる日々』大和書房、2024年